# Bulbophyllum sigmoideum
Bulbophyllum sigmoideum là một loài phong lan thuộc chi Bulbophyllum.